# Argyroeides augiades
Argyroeides augiades là một loài bướm đêm thuộc phân họ Arctiinae, họ Erebidae.